# سوکووو مانوپولسکی
سوکووو مانوپولسکی (به لاتین: Sokołów Małopolski) یک شهر و گمینا در لهستان است که در گمینا سوکوووف ماووپولسکی واقع شده‌است. سوکووو مانوپولسکی ۱۵٫۵۵ کیلومتر مربع مساحت و ۴٬۰۴۶ نفر جمعیت دارد.